# Сенді (острів)
Сенді — острів в архіпелазі Піткерн. Є другим за площею острів в атолі Оено. Велику частину території острова займає піщаний пляж, проте в центральній його частині розташований невеликий лісок. Відстань до острова Оено — 0,23 км. До міста Адамстаун — 141,20 км.